# 艾納斯足球會
艾納斯足球會（英語：Al Nassr FC，直译：「沙地勝利」），是一家沙特阿拉伯利雅得的足球隊。1955年成立，屬於國內傳統勁旅，俱乐部的主场颜色是黄色和蓝色。隊名النصر在阿拉伯語中意為「勝利」。

## 球队歷史

### C羅時代（2023年至今）
2022年12月30日，在葡萄牙球員克里斯蒂亚诺·罗纳尔多經雙方同意離開曼聯後，利雅得胜利簽下了C羅。C羅的合約為期兩年半，直至2025年夏天，年薪總額達2億歐元，被認為是職業足球運動員有史以來的最高薪水。他给俱樂部带来了大量的全球球迷，不到一周时间，俱樂部的Instagram帳號粉絲数從86萬飙升到1000萬。C朗在沙特聯賽中的影響力促使薩迪奧·馬內和馬塞洛·布羅佐維奇等球員在2023年夏季轉會窗口簽約利雅得胜利。
2023年8月12日，在阿拉伯球會冠軍盃決賽中，C羅第74分鐘攻入了珍貴的一球打平比分，成功讓利雅得胜利進入加時賽，並於第98分鐘梅開二度，最後2-1擊敗同城對手利雅得新月，利雅得胜利贏得了自2021年以來的首座獎盃。

## 球队主场

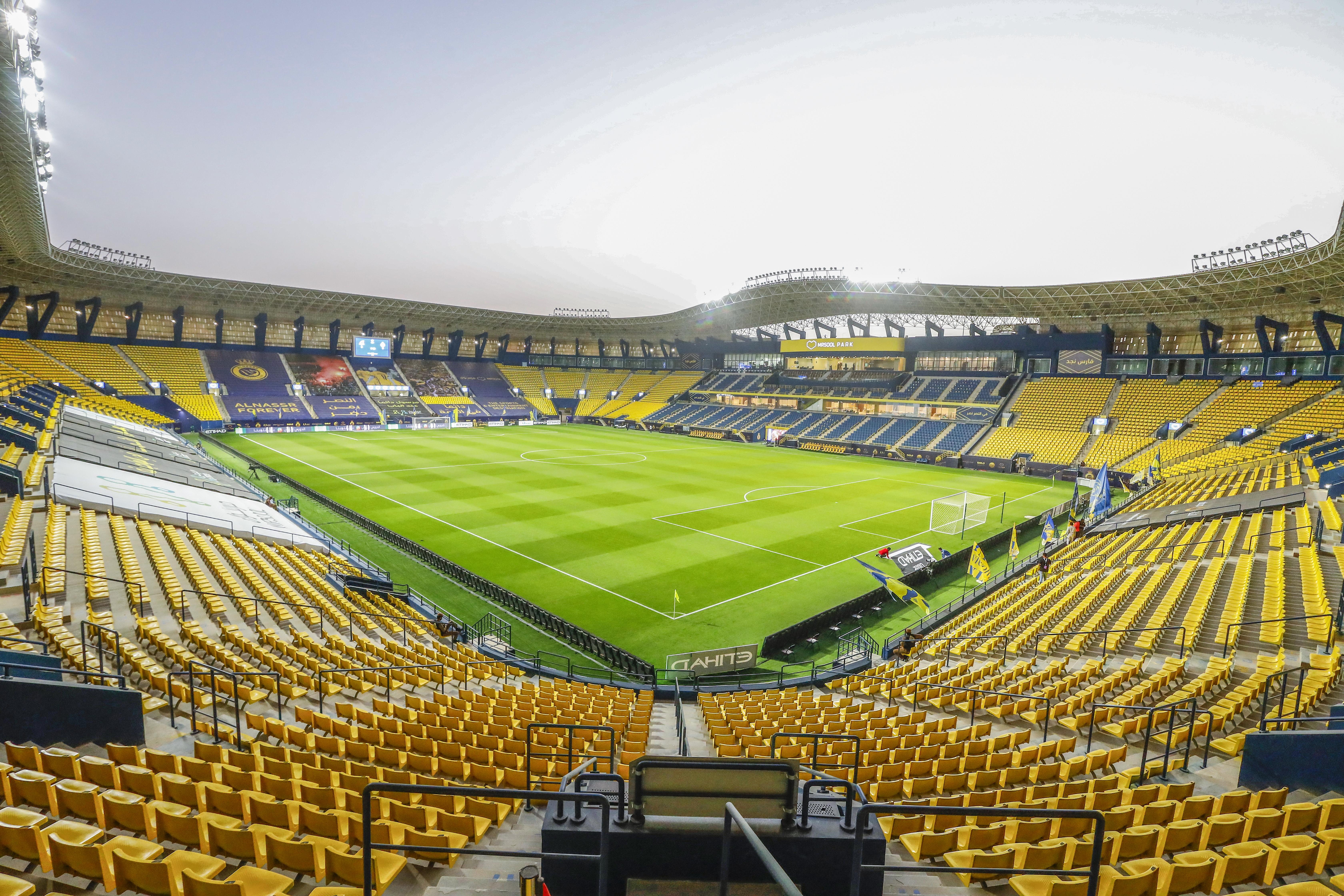
沙特国王大学体育场

球队主场设立在利雅得的沙特国王大学体育场，能容纳 25,000 人。

## 榮譽

### 國內錦標
- 沙特職業足球聯賽: 9

1975, 1980, 1981, 1989, 1994, 1995, 2014, 2015, 2019
- 沙特國王盃: 6

1974, 1976, 1981, 1986, 1987, 1990
- 沙特王儲盃: 3

1973, 1974, 2014
- 沙特聯盟盃: 3

1977, 1998, 2008
- 沙特地區聯賽: 8

1966, 1967, 1968, 1969, 1970, 1971, 1972, 1973

### 國際錦標
- 亞洲盃賽冠軍盃: 1

1998
- 亞洲超級盃: 1

1998
- 海灣聯賽冠軍盃: 2

1996, 1997
- 賓尼耶斯國際盃: 2

2011, 2013
- 阿爾華達國際盃: 1

2013
- 阿拉伯球會冠軍盃: 1

2023

## 球員球員（2025/26）
1. 粗體字為新加盟球員（包括先租後賣斷）
2. 2025年夏季轉會窗：7月2日至9月10日

### 現役球員
註釋：國旗表示球員在國際足聯資格規則定義的國家隊。球員可能擁有一個以上非國際足聯國籍。
| 號碼 |            | 位置 | 球員                                              |
| ---- | ---------- | ---- | ------------------------------------------------- |
| 2    | 沙特阿拉伯 | 后卫 | 苏丹·哈纳姆（Sultan Al-Ghannam）                  |
| 3    | 法國       | 后卫 | 穆罕默德·（Mohamed Simakan）                      |
| 4    | 沙特阿拉伯 | 后卫 | 纳德·阿尔-沙拉里（Nader Al-Sharari）              |
| 5    | 沙特阿拉伯 | 后卫 | 阿卜杜勒拉·阿姆里（Abdulelah Al-Amri）            |
| 7    | 葡萄牙     | 前锋 | 基斯坦奴·朗拿度（Cristiano Ronaldo）              |
| 8    | 沙特阿拉伯 | 中场 | 阿卜杜马吉德·苏拉希姆（Abdulmajeed Al-Sulaiheem） |
| 10   | 塞内加尔   | 前锋 | （Sadio Mané）                                    |
| 11   | 克罗地亚   | 中场 | （Marcelo Brozović）                              |
| 12   | 沙特阿拉伯 | 后卫 | 纳瓦夫·布沙尔（Nawaf Boushal）                    |
| 14   | 沙特阿拉伯 | 中场 | 薩米·納傑（Sami Al-Najei）                        |
| 16   | 沙特阿拉伯 | 前锋 | 穆罕默德·马兰（Mohammed Maran）                   |
| 17   | 沙特阿拉伯 | 中场 | 阿卜杜拉·海巴里（Abdullah Al-Khaibari）           |
| 19   | 沙特阿拉伯 | 中场 | 阿里·哈桑（Ali Al-Hassan）                        |
| 20   | 巴西       | 前锋 | （Ângelo Gabriel）                                |
| 21   | 法國       | 前锋 | 金斯利·科芒（Kingsley Coman）                     |
| 23   | 沙特阿拉伯 | 中场 | 艾曼·亚哈亚（Ayman Yahya）                        |

| 號碼 |            | 位置 | 球員                                              |
| ---- | ---------- | ---- | ------------------------------------------------- |
| 24   | 巴西       | 门将 | 本托（Bento）                                     |
| 25   | 葡萄牙     | 中场 | 奧塔維奧·蒙泰羅（Otávio）                         |
| 26   | 西班牙     | 后卫 | 伊尼戈·馬丁內斯（Iñigo Martínez）                 |
| 27   | 西班牙     | 后卫 | （Aymeric Laporte）                               |
| 29   | 沙特阿拉伯 | 中场 | 阿卜杜勒拉赫曼·加里卜（Abdulrahman Ghareeb）      |
| 30   | 沙特阿拉伯 | 前锋 | 梅沙里·奈莫尔（Meshari Al-Nemer）                 |
| 36   | 沙特阿拉伯 | 门将 | 拉格德·納賈爾（Raghed Al-Najjar）                 |
| 44   | 沙特阿拉伯 | 门将 | 納瓦夫·阿奇迪（Nawaf Al-Aqidi）                   |
| 46   | 沙特阿拉伯 | 前锋 | 阿卜杜勒阿齐兹·阿利瓦（Abdulaziz Al-Aliwa）       |
| 50   | 沙特阿拉伯 | 后卫 | 馬吉德·卡希什（Majed Qasheesh）                   |
| 79   | 葡萄牙     | 前锋 | （João Félix）                                    |
| 80   | 巴西       | 中场 | 韋斯利（Wesley）                                  |
| 83   | 沙特阿拉伯 | 后卫 | 塞勒姆·納吉迪（Salem Al-Najdi）                   |
| -    | 沙特阿拉伯 | 后卫 | 阿卜杜勒马利克·阿尔·贾比尔（Abdulmalik Al-Jaber） |
| -    | 沙特阿拉伯 | 门将 | 阿明·布哈里（Amin Bukhari）                       |
| -    | 沙特阿拉伯 | 后卫 | 穆罕默德·法蒂尔（Mohammed Al-Fatil）              |

### 外借球員
註釋：國旗表示球員在國際足聯資格規則定義的國家隊。球員可能擁有一個以上非國際足聯國籍。
| 號碼 |          | 位置 | 球員           |
| ---- | -------- | ---- | -------------- |
| 9    | 哥伦比亚 | 前锋 | （Jhon Durán） |

| 號碼 |  | 位置 | 球員 |
| ---- |  | ---- | ---- |

## 著名球員
- （Talisca，2021-25）
- 基斯坦奴·朗拿度（Cristiano Ronaldo，2022-）
- （David Ospina，2022-24）
- （Alex Telles，2023-24）
- （Marcelo Brozović，2023-）
- （Aymeric Laporte，2023-）
- （Sadio Mané，2023-）
- （Seko Fofana，2023-24）
- （Otávio，2023-）
- 本托（Bento，2024-）
- （Ângelo，2024-）
- 韋斯利（英语：Wesley (footballer, born 2005)）（Wesley，2024-）
- （Mohamed Simakan，2024-）
- （Jhon Durán，2024-）
- （João Félix，2025-）
- 伊尼戈·馬丁內斯（Iñigo Martínez，2025-）
- （Kingsley Coman，2025-）